# Новруп, Свенн
Свенн Новруп (9 ноября 1945, Копенгаген) — датский шахматный организатор, литератор и журналист. Филолог. Основатель национальной ассоциации шахматной прессы. С 1973 года ведущий шахматного отдела в газете «Политикен» («Politiken»). С 1977 года президент АИПЕ. Автор шахматной энциклопедии и многих шахматных книг, в том числе беллетризованных биографий А. Карпова и Й. Слота. 

## Книги
- Lademanns Skakleksikon, t. 1 — 5, Kbh., 1982—83.